# Cisteller pàl·lid
El cisteller pàl·lid (Asthenes modesta) és una espècie d'ocell de la família dels furnàrids (Furnariidae).

## Hàbitat i distribució
Habita vessants àrides dels Andes des del centre i sud de Perú i centre i sud-oest de Bolívia, cap al sud, a través de Xile fins al nord de Magallanes i zona andina i terres baixes de l'Argentina.